# WCT Finals 1976
Il WCT Finals 1976 è stato un torneo di tennis giocato sul sintetico indoor. È stata la 6ª edizione del torneo, che fa parte del World Championship Tennis 1976. Il torneo si è giocato al Moody Coliseum di Dallas negli Stati Uniti dal 4 al 9 maggio 1976.

## Campioni

### Singolare maschile
Björn Borg ha battuto in finale  Guillermo Vilas con il punteggio di 1–6, 6–1, 7–5, 6–1